# Joachim Englando
Joachim Nicholas Rouse (født 1995), kendt som Englando, er en dansk rapper fra Husum, der senere har boet i Veksø, Helsinge, Amager og Ishøj. 
Joachim Englando startede sin karriere i en alder af 14 år og sluttede sig til bandet Ude Af Kontrol i 2014-2015. Siden da har han skrevet adskillige hits med bandet og har i skrivende stund over 300 millioner streams på Spotify. ”.

## Privat
Den 2 maj 2025 blev han gift med Jasmin Hersted, med hvem han har to børn.